# WAMPEX
Het woord WAMPEX is een afkorting van Weekend AMPhibious EXpedition (weekend amfibische expeditie). Deze traditie is afkomstig van het Engelse leger waarbij jonge rekruten een weekend lang taken kregen in, op, over, onder en met water.

## Wat is WAMPEX
Tegenwoordig wordt de term gebruikt om een recreatief evenement aan te duiden waarbij land en water (amfibisch) een belangrijke rol spelen. In de praktijk komt het erop neer dat deelnemers te voet een parcours afleggen waarbij (natuurlijke) hindernissen moeten worden overwonnen. Onderweg krijgt men opdrachten van uiteenlopende aard. Soms moet een deel van de route per fiets worden afgelegd.
Met het uitvoeren van een opdracht kunnen punten verdiend worden of kan straftijd worden voorkomen, afhankelijk van het geldende reglement. De in totaal benodigde tijd, in combinatie met het resultaat van de opdrachten, bepaalt uiteindelijk de einduitslag. Elke WAMPEX heeft zijn eigen reglement. Bij sommige WAMPEXen moeten tijdens de routes letters worden gevonden, bij andere moeten foto's worden gemaakt waar extra punten mee zijn te verdienen.
Hoewel het mogelijk is om in competitief verband mee te doen aan een WAMPEX, is een groot aantal evenementen recreatief van opzet. Hoewel een WAMPEX overeenkomsten vertoont met bijvoorbeeld een dropping of een survival, is het dat niet. Start- en finishlocatie zijn bij een WAMPEX doorgaans bekend, daarbij wordt de route wandelend afgelegd.

## Teambuilding
Deelnemers doen in groepsverband mee. Samenwerken is belangrijk: samen routes uitpuzzelen, samen de opdrachten uitvoeren, samen beslissingen nemen, samen afzien. Dit maakt een WAMPEX uitermate geschikt als teambuilding-activiteit. De groepsgrootte varieert doorgaans van vier tot acht personen. Bij een routelengte van 25 km zijn deelnemers acht tot tien uren onderweg. De minimale leeftijd voor deelname is doorgaans 15 à 16 jaar.

## Off road
Een WAMPEX-route voert traditioneel door landbouwgebieden, onverharde paden en natuurgebieden. De openbare wegen worden zo veel mogelijk gemeden. De lengte van de route kan variëren van 10 tot 40 km, maar 25 à 30 km is de meest voorkomende lengte. De route voert langs controle- of stempelposten en hier en daar zijn opdrachten opgesteld waarbij water en survival-elementen prominente rollen spelen.

## Omstandigheden
Aangezien Nederland geen bijzondere natuurlijke hindernissen biedt in de vorm van reliëf, moet in Nederland de uitdaging worden gezocht in het bedwingen van watergangen, een spoor vinden in ongerept bos of het omzeilen van moerassig terrein. Door de tochten 's nachts te organiseren komt er een natuurlijke hindernis bij: duisternis. Sommige organisaties kiezen er bewust voor hun WAMPEX te houden met Nieuwe Maan. Aangezien deelnemers acht tot twaalf uren onderweg zijn, worden WAMPEXen in de herfst en winter gehouden omdat het alleen dan lang genoeg donker is. Het weer kan een extra hindernis zijn: regen, mist, harde wind of sneeuw zijn heel goed mogelijk in de winterperiode. Een WAMPEX zal, behoudens extreme omstandigheden, niet vanwege het weer worden afgelast.

## Routebeschrijving
Over het algemeen wordt gebruikgemaakt van een cryptisch beschreven route en/of puzzels. Soms moet voor de start van de WAMPEX allerlei informatie ingewonnen worden en moeten bepaalde zaken worden ontcijferd. Er zijn zeer veel verschillende routevormen zoals bijvoorbeeld fotoroutes, kompasroutes, coördinaatroutes, klokkenroutes, oleaatroutes en striproutes. Daarnaast zijn veel routes uitgezet met reflecterend materiaal.

## Uitrusting
De uitrusting bestaat veelal uit een kompas, eventueel kaartmateraal, schrijfgerei om aantekeningen te maken, een zaklantaarn (bij een nachtelijke WAMPEX), goed schoeisel, proviand en wat droge kleding. Een organisatie kan voorschrijven dat er voor extra materiaal moet worden gezorgd zoals touw, peddels, GPS apparatuur, radio, mobiele telefoons etc.

## Hindernissen en opdrachten
Tijdens de routes komt men verschillende opdrachten tegen. De meest voorkomende opdracht is het oversteken van een (brede) watergang. Er wordt vaak gebruikgemaakt van balken of drijvende bruggen, touwbruggen, vlotten of andere varianten van drijvend materiaal. Ook 'droge' opdrachten kunnen voorkomen in de vorm van klimmen, sjouwen of zeskamp-achtige activiteiten.

## Organisaties
Voor zover bekend worden alle WAMPEXen in Nederland georganiseerd door vrijwilligersorganisaties, al zijn er commerciële outdoor-bedrijven die activiteiten organiseren die als WAMPEX zouden kunnen worden aangemerkt.
Elke WAMPEX heeft doorgaans een eigen karakter, dat wordt gevormd door de lengte van de tocht, de aard van de opdrachten en de moeilijkheidsgraad van de routebeschrijving.
In Nederland worden WAMPEXen voornamelijk in Friesland georganiseerd.
Bekend zijn de
- Opsterlandse WAMPEX - verspreid over drie avonden. Hieraan kunnen ca. 250 teams meedoen.
- WAMPEX Vledder - plaats voor ca. 90 teams.
- De WAMPEX van Smallingerland - ongeveer 35 kilometer lang, er doen maximaal 45 teams aan mee.

Daarnaast worden diverse kleinschalige WAMPEXen georganiseerd. Bijvoorbeeld rondom Drachten en Hemrik. De laatste jaren groeit het aantal (kleinschalige, minder dan 50 startplaatsen) lokale WAMPEXen. Toch blijft het voornamelijk een Friese aangelegenheid.